# Dekrepitacja
Dekrepitacja (ang. decrepitation) - pękanie materiałów z charakterystycznym odgłosem pod wpływem działania wysokiej temperatury, przykładowo podczas prażenia. Przykładem substancji ulegającej dekrepitacji jest azotan ołowiu(II), Pb(NO3)2.